# Oldřich Nový
Oldřich Albín Nový (7. srpna 1899 Žižkov – 15. března 1983 Praha) byl český herec, režisér, scenárista, dramaturg, zpěvák, divadelní ředitel a pedagog.

## Život

### Dětství
Narodil se na pražském předměstí Žižkově jako syn cvičitele hasičského sboru Antonína Nového (1860–1933) a Cecilie rozené Valentové (1869–1909). Po smrti matky se otec v roce 1910 znovu oženil s Marií, rozenou Zahrádkovou.
Ke hraní jej přivedl otec, který jako pražský vrchní hasič zajišťoval požární hlídku ve všech tehdejších kinech, a strýc Miloš Nový, jenž jej brával s sebou do Národního divadla, kde hrál. Na otcovo přání se vyučil sazečem, aby měl jisté živobytí, přestože jeho zájem směřoval k divadlu. Již v této době hrál ochotnické divadlo.

### V Ostravě a Brně
Od roku 1918 dostal Oldřich Nový angažmá v divadle v Ostravě, o rok později odešel do Brna, kde působil nejdříve jako herec, později i režisér (od 1923) a šéf operety (od sezony 1925/1926) tamního Národního (Zemského) divadla. Jeho přínosem tomuto žánru bylo hlavně zinteligentnění děje, odstranění pozlátka a přiblížení divákovi, ale zároveň zvýšení jeho umělecké hodnoty.

### Návrat do Prahy
Po patnácti letech odsud pro neshody ve vedení a dramaturgování odešel do Prahy, kde se stal ředitelem Nového divadla. Zde mohl konečně vyzkoušet žánr, který v Brně neprosadil: hudební komedii. Na rozdíl od operety, kde jsou nejdůležitější písně a jednotlivé komické výstupy působí spíše jako předehra k árii na aplaus, v hudební komedii (tak, jak ji Nový pojímal) byla píseň spíše pokračováním mluveného dialogu, který přejde do zpěvu jen proto, že slovo nezpívané již k vyjádření citů nestačí.
Zahájil v roce 1934 komedií "Štěstí do domu", která dosáhla 55 repríz místo plánovaných deseti. Pokračoval řadou dalších titulů, dosahujících okolo sta repríz a kritikou kladně hodnocených. Po filmových úspěších se Novému podařilo naplnit divadlo tak, že s jedním titulem vydržel celou sezónu. Eduard Bass nazval v roce 1936 představení Další, prosím "opereta pro kulturní lidi".

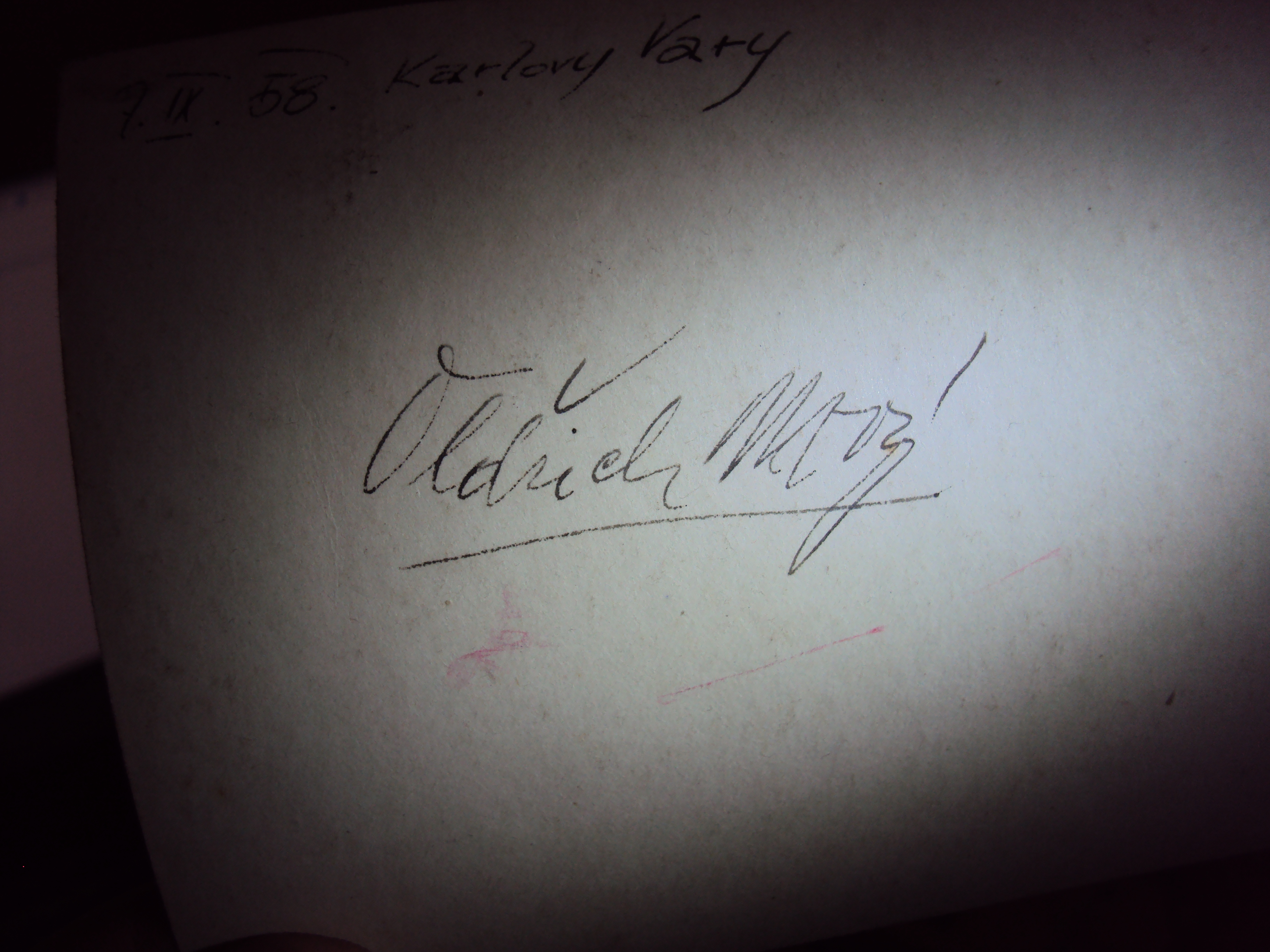
Podpis herce Oldřicha Nového ze dne 7.9.1958 v Karlovy Vary

Za okupace se Oldřich Nový nejvíc prosadil ve filmu. Poprvé sice získal filmovou roli již v roce 1922 v němém filmu Přemysla Pražského Neznámá kráska, ale od té doby se objevil jen v malých roličkách. Až roku 1939 přišel Mac Frič a jeho Kristián. To byl Nového nejúspěšnější film. Následovalo mnoho hudebních komedií.

### Rodinný život

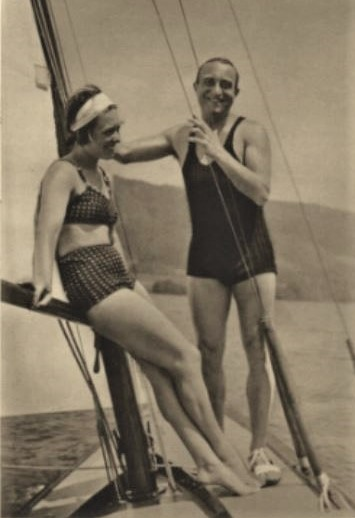
Oldřich Nový s manželkou (Pestrý týden 1937)

Dne 11. června 1936 se oženil s uměleckou fotografkou Alicí Wienerovou (1902–1967), dcerou zámožného ředitele pražské banky. Společně vychovali adoptivní dceru Janu (1937–2006), později provdanou Včelákovou. Po nástupu nacismu hrozila Alici deportace do koncentračního tábora kvůli jejímu židovskému původu. Nový ji bránil tím, že se s manželkou odmítal rozvést. Oba manželé i divadlo trpěli antisemitskými útoky v tisku i na veřejnosti.
Nový byl deportován přes Hagibor do Osterode v Sasku a jeho manželka měla jít do Terezína. O dceru Janu se v té době starali manželé Lelkovi, majitelé továrny na skelný papír v Lázních Bělohrad. Žena Alice věznění přežila, takové štěstí neměla polovina její rodiny včetně otce. Se ztrátou bližních se nikdy nevyrovnala a vypukla u ní schizofrenie.

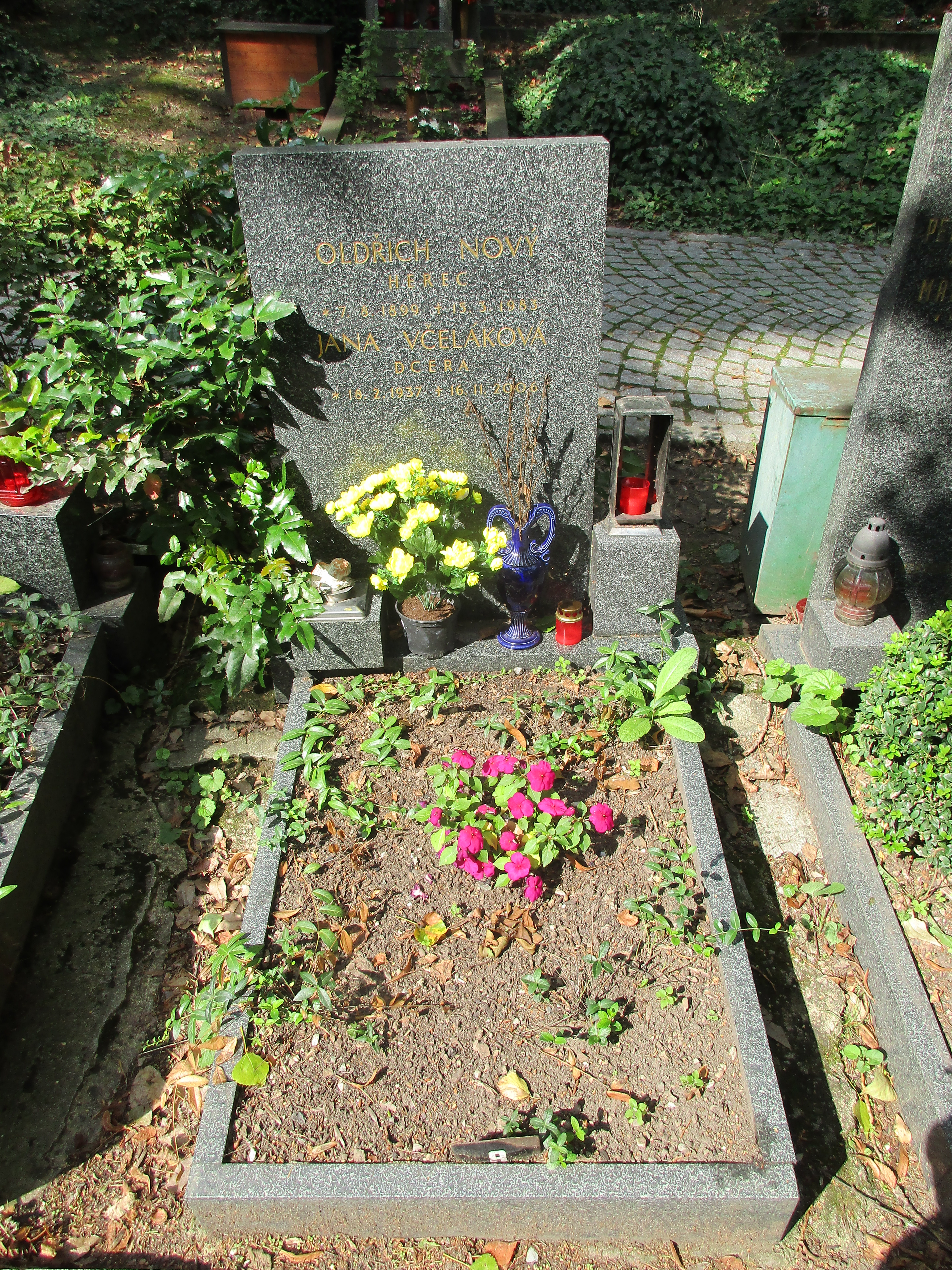
Hrob Oldřicha Nového na Olšanech

### Po 2. světové válce
Po osvobození se Nový znovu vrátil do svého divadla, jež prosperovalo až do února 1948. Po zániku úspěšného souboru až do poloviny 70. let spolupracoval s Hudebním divadlem v Karlíně.
Největší poválečný filmový úspěch přišel s rolí René Skalského v parodii na romantický žánr Pytlákova schovanka. Úspěch se však dostavil až později – dobové publikum parodii zčásti nepochopilo a komunistická kritika film odvrhla s tím, že „bolo škoda filmovacieho materiálu“. Režisér Hynek Bočan v roce 1967 popsal pochopení a nepochopení filmu jako rozdíl v chápání mladé a staré generace.
Pytlákovu schovanku zhlédlo do roku 1988 více než 4 milióny diváků v 21 435 představeních. Do kin (i když okrajových) byla Pytlákova schovanka nasazována ještě v roce 1954 a v televizi se objevila v roce 1964.
Pro předválečný herecký typ Oldřicha Nového se po válce hledalo obtížně uplatnění, i když se pro něj vyvinula situace lépe, než pro řadu hereckých kolegů. Po roce 1948 se přizpůsobil požadavkům socialistického realismu. Hrál sice i nadále hlavní role, nejedná se však o významná díla v jeho filmografii. Později z tohoto stereotypu vybočil například filmem Fantom Morrisvillu a komedií Zdeňka Podskalského Světáci.
Většinu energie zaměřil na divadlo, hostoval po celé republice, režíroval několik úspěšných her i hrál mnoho úspěšných hlavních rolí. Mimo jiné v karlínském Hudebním divadle režíroval velmi oblíbenou operetu Mamzelle Nitouche, ve které zpíval Célestina po boku Stanislavy Součkové. V roce 1957 byl jmenován zasloužilým umělcem, v letech 1954–1959 byl uměleckým ředitelem Hudebního divadla v Karlíně. Často hrával i zpíval také na nuselské hudební scéně. V letech 1959–1964 stál v čele nově založeného oddělení hudební komedie na Pražské konzervatoři. Roku 1969 ho režisér Evald Schorm obsadil do role pana Hanzla ve hře Pavla Landovského Hodinový hoteliér v Činoherním klubu.
Několik příležitostí mu přinesla televize. Zahrál si v bakalářské povídce a především v osmidílném seriálu Fan Vavřincové a Jaroslava Dudka Taková normální rodinka (1971–1972), kde ztvárnil neodolatelně komisního, ale lidsky půvabného účetního Jana Koníčka.
Posledních deset let života téměř nevycházel ze svého bytu, protože nechtěl být viděn starý a nemocný. Po úmrtí ženy (1967), herec výrazně chřadl, ke konci života trpěl psychickými problémy.
Jeho životním krédem bylo: „Smích je kořením života a dokud se člověk dovede smát, je živ. Až se začnou všichni lidé na sebe usmívat a přestanou si kopat jámy, pak bude na světě blaze.“
Pohřben byl na Olšanských hřbitovech (II. obecní hřbitov, 27. oddělení, 8 UH), kde byly později uloženy ostatky dcery Jany.

## Památky
V předvečer 42. výročí jeho skonu (14. března 2025) byla na domě, kde strávil poslední léta svého života (dům číslo 41/21 v pražské Maislově ulici), odhalena pamětní deska.

## Dílo

### Divadelní role, výběr
- 1935 Jean de Létraz, A. Steinbrecher: Štěstí do domu, André, Nové divadlo, režie Oldřich Nový
- 1936 Ralph Benatzky: Okouzlující slečna, Pavel, Nové divadlo, režie Oldřich Nový
- 1936 O. Nový, R. Kvasnica: Další, prosím..., Úředník, Nové divadlo, režie Oldřich Nový
- 1937 A. Steinbrecher: Krejčí na zámku, Adolf Hortigan, Nové divadlo, režie Oldřich Nový
- 1938 Hudba Hervé, překlad a úprava Oldřich Nový: Mam'zelle Nitouche, Nové divadlo, role Célestina[20]
- 1939 Ján Móry, O. Nový: Pro tebe všecko, Jan Hodan, Nové divadlo, režie Oldřich Nový
- 1940 Jan Patrný, S. E. Nováček: Muži nestárnou, Stanislav Janderka, Nové divadlo, režie Oldřich Nový
- 1941 Ralph Benatzky, Karl Vollmöller: Karolina (Coctail), Fred, Nové divadlo, režie Oldřich Nový
- 1942 B. Corry, G. Achille, O. Nový: Jedenáctý v řadě, Štěpán Krapka, Nové divadlo, režie Oldřich Nový
- 1943 František Kožík, Julius Kalaš: Komediant, Bertrand, Nové Divadlo, režie Oldřich Nový
- 1944 B. Corry, G. Achille, O. Nový: Jedenáctý v řadě, Štěpán Krapka, Nové divadlo, režie Oldřich Nový
- 1945 N. V. Gogol, A. Jiránek: Ženitba, Podkolesin, Nové divadlo, režie Oldřich Nový
- 1946 E. Pugliesse, S. E. Nováček: Chůdy pana Celestýna, titul. role, Nové divadlo, režie Oldřich Nový
- 1947 Carlo Goldoni: Lhář, Lelio, Nové divadlo, režie Oldřich Nový
- 1949 Glenn Webster, Harry Macourek: Plukovník chce spát, Tommy Garsson, plukovník letectva, Divadlo v Karlíně, režie Oldřich Nový
- 1953 J. K. Tyl, F. Škroup: Fidlovačka, Divadlo v Karlíně, režie Oldřich Nový
- 1954 Hudba Hervé, překlad a úprava Oldřich Nový: Mam'zelle Nitouche, Divadlo v Karlíně, role Célestina[21]
- 1955 Oskar Nedbal, Leo Stein: Polská krev, Divadlo v Karlíně, režie Oldřich Nový
- 1956 J. N. Nestroy, Jan Frýda: Po druhé na světě, Pán z Landeku, zvaný rozpolcený, Divadlo v Karlíně, režie Oldřich Nový
- 1957 J. Strauss, H. Meilhac, C. Haffner, E. Halévy, R. Genée: Netopýr, Divadlo v Karlíně, režie Oldřich Nový
- 1964 Rudolf Friml, H. Stothart, O. Harbach, O. Hammerstein: Rose Marie, Divadlo v Karlíně, režie Oldřich Nový
- 1969–1973 Pavel Landovský: Hodinový hoteliér, režie Evald Schorm, Činoherní klub, role Hanzla Praha[22]

### Filmografie
- 1922 Neznámá kráska – role: Petr Stamati
- 1934 Rozpustilá noc – role: lupič gentleman zvaný Monoklfredy (byla natočená i německá verze filmu, ve které Oldřich Nový nehrál)
- 1936 Velbloud uchem jehly
- 1936 Uličnice
- 1936 Rozkošný příběh
- 1936 Na tý louce zelený
- 1937 Falešná kočička
- 1937 Důvod k rozvodu
- 1937 Advokátka Věra
- 1938 Třetí zvonění
- 1939 Kristian
- 1939 Eva tropí hlouposti
- 1939 Dědečkem proti své vůli
- 1940 Přítelkyně pana ministra
- 1940 Život je krásný
- 1940 Dívka v modrém
- 1940 Když Burian prášil / Baron Prášil
- 1941 Roztomilý člověk
- 1941 Hotel Modrá hvězda
- 1942 Valentin Dobrotivý – hlavní role: Valentin Plavec
- 1944 Sobota
- 1944 Paklíč
- 1945 Jenom krok
- 1947 Parohy
- 1949 Pytlákova schovanka
- 1952 Slovo dělá ženu
- 1954 Hudba z Marsu
- 1955 Nechte to na mně
- 1958 O věcech nadpřirozených
- 1960 Kde alibi nestačí
- 1960 Bílá spona
- 1962 Dva z onoho světa
- 1965 Káťa a krokodýl
- 1965 Alibi na vodě
- 1966 Fantom Morrisvillu
- 1969 Světáci
- 1970 Muž, který rozdával smích

### Televize
- 1964 FRI-FI-PI (TV vzpomínkový pořad na filmové písničky Martina Friče) – uváděl pořad spolu s Jiřinou Bohdalovou
- 1966 Čertouská poudačka (TV pohádka) – role: pekelný kapelník
- 1971 Taková normální rodinka (TV seriál) – role: Jan Koníček
- 1974 Bakaláři (TV cyklus) povídka: Výlet

### Rozhlas
- Mezi mnoha rozhlasovými nahrávkami, ve kterých Oldřich Nový vystupuje, vyniká rozhlasová nahrávka operety Mamzelle Nitouche, která vznikla na základě představení Divadla v Karlíně v sezóně 1953/54 (překlad, úprava, režie a role Célestina Oldřich Nový)[23]

### Ostatní
- Oldřich Nový byl autorem řady písňových textů, první z nich pocházel již z roku 1928[24]